# نيميروس سيروروم
نيميروس سيروروم (باللاتينية: Numerus Syrorum) كانت مدينة رومانية بربرية في موريطانيا القيصرية. تقع في بالجزائر الحالية.